# VR-Baureihe Sv12
Die Baureihe Sv12 sind finnische Diesellokomotiven für den Mehrzweckbetrieb. Sie bilden mit 192 gebauten Einheiten nach den Dieseltriebwagen der Reihe Dm7 mit 197 Exemplaren die zweitgrößte Serie in der Geschichte des Betreibers VR-Yhtymä, der ehemaligen finnischen Staatseisenbahn.

## Technische Daten
Technisch sind die Lokomotiven mit denen der DB-Baureihe V 100.2 der DB verwandt, die Drehgestelle entsprechen denen der V-160-Familie. Sie sind mit einem Stufengetriebe mit zwei Gängen, den T-Gang (85 km/h Höchstgeschwindigkeit) für den Güterverkehr und den M-Gang (125 km/h Höchstgeschwindigkeit) für den Reisezugverkehr ausgerüstet.
Die ersten Serien wurden mit Schraubenkupplungen geliefert. Seit den 1980er Jahren wurden diese durch SA3-Kupplungen ersetzt.
Zwischen 1964 und 1984 wurden 192 Maschinen gebaut. Lokomotiven mit geraden Betriebsziffern lieferte die Firma Valmet Oy in Tampere, Lokomotiven mit ungeraden Betriebsziffern stammen von dem Lokomotivhersteller Rauma-Repola Oy. Die Fertigung erfolgte in unterschiedlichen Jahren und Stückzahlen:
| Baujahre | Baujahre | Baujahre                          | Baujahre |
| Jahr     | Stück    | Seriennummer                      |          |
| -------- | -------- | --------------------------------- | -------- |
| 1963     | 6        | 2501–2506                         |          |
| 1964     | 26       | 2507–2532                         |          |
| 1965     | 28       | 2533–2548, 2701–2712              |          |
| 1966     | 25       | 2549–2568, 2713–2716, 2718        |          |
| 1967     | 21       | 2717, 2719–2735, 2737, 2739, 2741 |          |
| 1968     | 10       | 2736, 2738, 2740, 2742–2748       |          |
| 1971     | 10       | 2749–2757, 2759                   |          |
| 1972     | 2        | 2758, 2760                        |          |
| 1974     | 11       | 2601–2611                         |          |
| 1975     | 9        | 2612–2620                         |          |
| 1976     | 11       | 2621–2631                         |          |
| 1977     | 10       | 2632–2641                         |          |
| 1978     | 9        | 2642–2650                         |          |
| 1979     | 3        | 2651–2653                         |          |
| 1980     | 3        | 2654–2656                         |          |
| 1983     | 6        | 2657–2662                         |          |
| 1984     | 2        | 2663, 2664                        |          |

| Ausmusterungen | Ausmusterungen | Ausmusterungen                                                          | Ausmusterungen |
| Jahr           | Stück          | Betriebsnummern                                                         |                |
| -------------- | -------------- | ----------------------------------------------------------------------- | -------------- |
| 2009           | 11             | 2519, 2706–2709, 2718, 2725, 2727–2729, 2734                            |                |
| 2010           | 1              | 2565                                                                    |                |
| 2012           | 1              | 2633                                                                    |                |
| 2013           | 2              | 2564, 2722                                                              |                |
| 2014           | 3              | 2513, 2746, 2752                                                        |                |
| 2015           | 18             | 2622, 2702–2705, 2710, 2713–2717, 2720–2721, 2723–2724, 2736, 2759–2760 |                |
| 2016           | 5              | 2701, 2711–2712, 2719, 2740                                             |                |

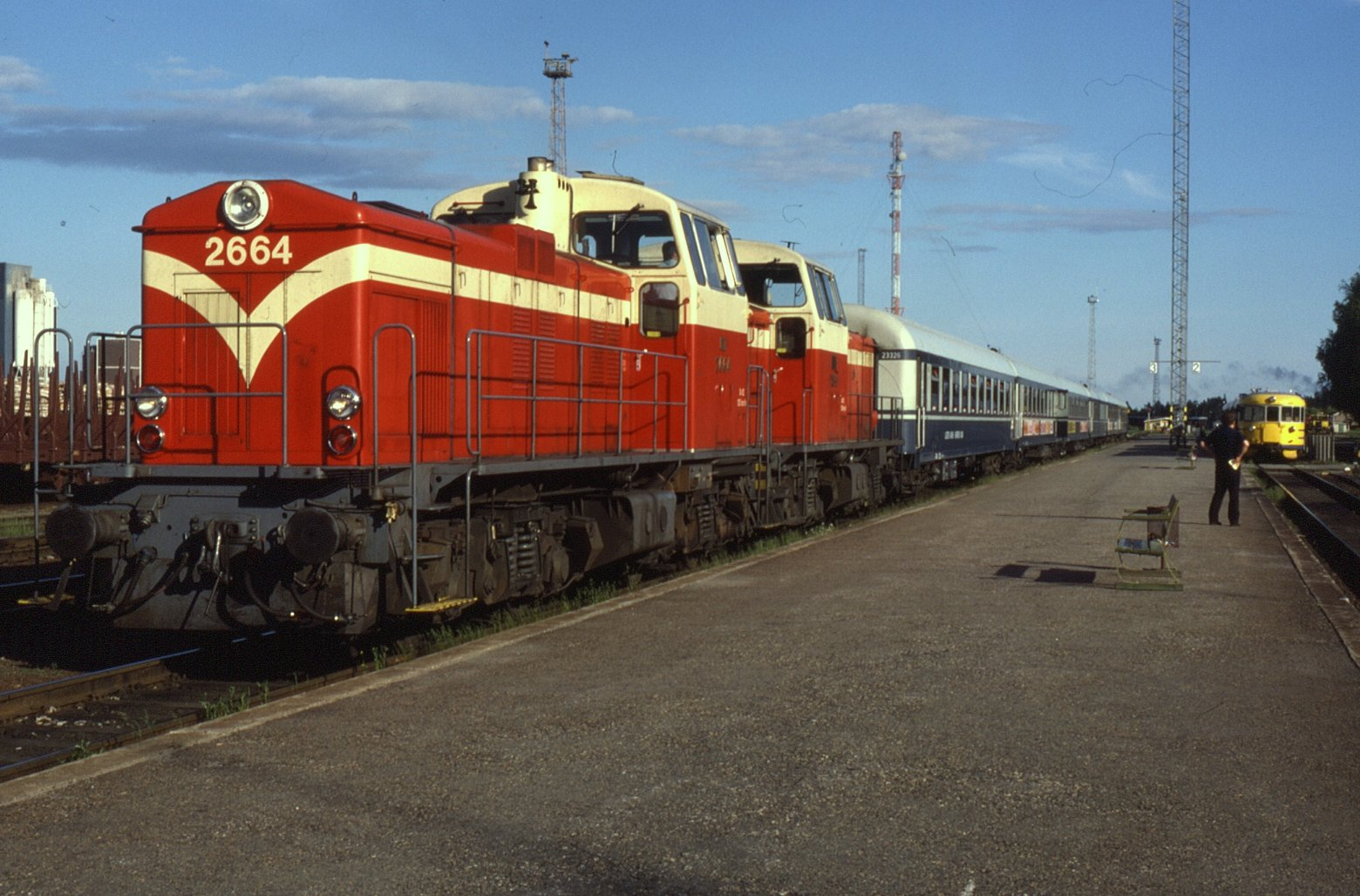
Lokomotiven mit Schraubenkupplung, Bf Kemi, 14. Juni 1986

Im Jahre 2024 schrieb VR Group die Lokomotiven DR12 2551, 2607, 2620, 2634, 2640, 2646, 2731 und 2732 zum Verkauf aus. Der Preis betrug je nach Unterhaltungszustand zwischen 45.000 und 262.000 Euro.
Am 12. Dezember 2024 standen Dv 12 2510, 2511, 2512, 2514, 2515, 2516, 2525, 2531, 2532, 2533, 2535, 2536, 2537, 2538, 2542, 2544, 2546, 2548, 2601, 2604, 2610, 2659, 2704, 2705, 2710, 2713, 2714, 2730, 2736, 2745, 2750, 2753, 2755 und 2759 abgestellt in der Maschinenwerkstatt Pieksämäki.

## VR-Baureihe Sr12
Zwischen 1965 und 1968 wurden 48 Lokomotiven und im Zeitraum von 1971 bis 1972 zwölf weitere einer etwas schwereren Variante der Sv12 gebaut. Diese mit der Reihenbezeichnung Sr12 gelieferten Lokomotiven wurden mit der Änderung des Baureihensystems 1976 in die Baureihe Dv12 integriert.
Die wichtigsten Unterschiede zur Baureihe Sv12 waren das Fehlen einer Leiter am Ende des Führerstands und die größeren Auspuffrohrabdeckungen, die für den eingebauten Dampfkessel erforderlich waren. Der Dampfkessel diente zur Beheizung der Reisezugwagen. Die 1971/72 gebauten Exemplare wurden mit größeren roten Schlusssignalleuchten ausgestattet.

## VR-Baureihe Dv12

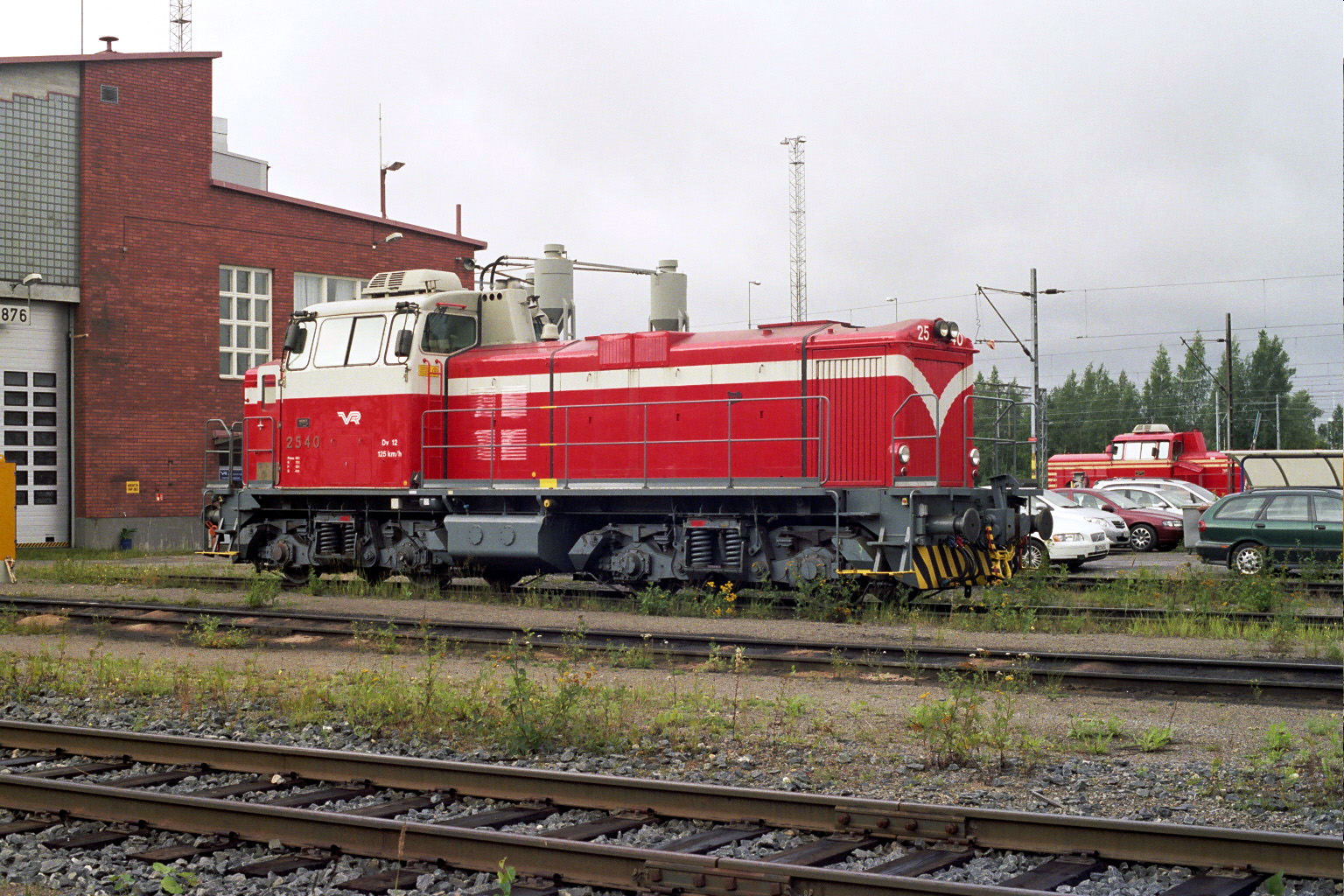
VR-Baureihe Dv12

Am 1. Januar 1976 erfolgte eine Änderung des finnischen Baureihensystems. Im Zuge dieser Umstellung änderte sich die Baureihenbezeichnung in Dv12.

## VR-Baureihe Sv1
Die Dv12 2501 wurde zwischen 1978 und 1980 in der Werkstatt Hyvinkää in eine elektrische Lokomotive umgebaut und erhielt die Baureihenbezeichnung Sv1 mit der Betriebsnummer 3201. Die Lokomotive wurde zuerst im Güterverkehr und später mit Reisezügen zwischen Helsinki und Imatra eingesetzt. Dazu erhielt die Lok eine elektrische Bremse, die Antriebsleistung stieg auf 1500 PS. Um die Bauteile für den elektrischen Antrieb unterzubringen, musste die Motorabdeckung vergrößert werden.
Die Sv1 wurde für die Erprobung von kollektorlosen Drehstromfahrmotoren genutzt. Die Ergebnisse flossen in die Entwicklung der Baureihe Dr16 ein. Die elektrischen Komponenten wurden von Strömberg geliefert, die später am Dr16-Projekt beteiligt war. Die Lokomotive wurde gelb mit schwarzen Streifen lackiert. Dieses Farbschema erhielt mit der Dr15 auch ein weiterer kurzlebiger Prototyp.
Nach vierjährigem Testbetrieb wurde die Sv1 wieder in ihren Ursprungszustand zurückgebaut und erhielt die ursprüngliche Betriebsnummer zurück.

## Einsatz und Verbleib
Die Lokomotiven der Reihe Dv12 werden vorwiegend im Rangierdienst eingesetzt. Zusätzlich bespannen sie auf nicht elektrifizierten Strecken Reise- und Güterzüge. Häufig verkehren die Maschinen in Doppel- oder Dreifachtraktion. Die ersten Lokomotiven der Reihe wurden wegen des rückläufigen Verkehrsaufkommens 2009 abgestellt.
Dv12 2511, 2533, 2542, 2544 und 2548 standen Anfang Juli 2023 abgestellt im Bahnhof Pieksämäki Temu. Im Herbst wurden Dv 2501, 2510, 2512, 2516, 2518, 2532, 2535, 2536 und 2546 ebenfalls dort abgestellt, verschiedene Ersatzteile wurden ausgebaut.
Nachdem durch neu angelieferte Lokomotiven der Baureihe Dr19 weitere Maschinen der Serie ab Ende 2023 überflüssig sind, sollen diese 2024 in gebrauchsfähigem Zustand verkauft werden.